# Bryan Acosta
Bryan Josué Acosta Ramos, född 24 november 1993, är en honduransk fotbollsspelare som spelar för Portland Timbers.

## Karriär
Den 8 januari 2019 värvades Acosta av FC Dallas. Den 19 januari 2022 skrev han på ett tvåårskontrakt med Colorado Rapids. Den 1 augusti 2023 värvades Acosta av Portland Timbers.